# José Fragoso
José Manuel Fragoso dos Santos, mais conhecido como José Fragoso (Lisboa, 1963) é um jornalista português.
Foi um dos fundadores da TSF e esteve à frente dos quatro canais de televisão portugueses. É crítico ferrenho da televisão portuguesa da década de 2010. Depois de fazer uma travessia em Angola regressou a Portugal onde lançou a revista Food and Travel. Atualmente é Diretor de Programas da RTP1 , RTP Internacional e RTP África, cargo em que também esteve entre 2008 e 2011.

## Biografia
Começou a trabalhar na imprensa de Caldas da Rainha, em jornais e rádios locais.
Estreou-se na segunda metade da década de 1980 no semanário Se7e e passou para a rádio, no início da TSF. Trabalhou depois na SIC, onde desempenhou as funções de Subdiretor de Informação e Diretor da SIC Notícias, de onde saíu em em 2001 para intregrar a equipa de Emídio Rangel na RTP com o cargo de Diretor Adjunto de Informação da RTP. 
Após a saída de Rangel regressou à TSF, onde foi diretor, de onde saiu novamente em 2008, para ocupar o cargo de diretor de programas de televisão da RTP. Em 2010, era o Diretor de Conteúdos de Ficção e Entretenimento da RTP.
Em 2011 sai da RTP para assumir a direção de programas da TVI. No dia 19 de dezembro de 2012 demitiu-se das suas funções por motivos pessoais na TVI. Foi morar em Angola em 2013, onde trabalhou por três como consultor da TPA e o último da Zap. Regressou a Portugal em 2017  para lançar a revista Food&Travel Portugal onde foi diretor entre 2017 e 2018. Regressa em 2018 ao cargo de diretor de programas da RTP1 e RTP Internacional.